# 필사의 추격
"필사의 추격"은 2024년 8월 21일에 개봉한 대한민국의 영화이다.

## 영화 정보
완벽한 변장술로 형사들을 크게 뺑이 치게 만들어 빅뺑이라 불리는 사기꾼 김인해(박성웅 분),
말보다 주먹이 빠른 분노조절장애 형사 조수광(곽시양 분),
피도 눈물도 없는 보스 주린팡(윤경호 분)까지
각기 다른 이유로 제주도에서 운명적으로 조우한 세 사람!
도망칠 곳 없는 제주에 발을 디딘 그들의 쫓고 쫓기는 대환장 추격이 시작된다! 

## 제작진

### 제작사
- (주)콘텐츠지 Contents G

- TCO(주)더콘텐츠온 THE CONTENTS ON

### 감독
- 김재훈

## 캐스팅

### 주연
- 박성웅 : 김인해 역
- 곽시양 : 조수광 역

### 조연
- 윤경호 : 주린팡 역
- 정유진 : 이수진 역
- 박효주 : 양세라 역
- 손종학 : 만복 역
- 신승환 : 국 사장 역
- 김광규 : 이택중 역
- 예수정 : 유 회장 역
- 윤병희 : 낙지 역
- 장재호 : 백 이사 역
- 박철민 : 서울팀장 역
- 송영규 : 형사과장 역
- 황재열 : 최씨 역
- 진리 : 주린팡의 여비서 역
- 박성준 : 남 전무 역

### 특별출연
- 성동일 : 택시 운전사 역

## 여담
- 흔하지 않은 제주도 배경을 메인으로 삼은 액션 영화로 제주 방언에 관련된 고증이 의외로 잘 구현됐으며, 제주 방언도 표준어로 자막이 나와서 쉽게 이해할 수 있도록 해놨으며, 악역 측 배우들도 의외로 유창한 중국어와 대만어를 구사한다.